# Bilbi
Els bilbis (Macrotis) són un gènere de mamífers peramelemorfs de la família dels tilacòmids. Són marsupials omnívors que viuen al desert. Són membres de l'ordre dels peramelemorfs i estretament relacionats amb els bàndicuts. Abans de la colonització europea d'Austràlia n'hi havia dues espècies. Una d'elles s'extingí a la dècada del 1950, mentre que l'altra sobreviu però està amenaçada.